# دریاچه کافتر
دریاچه کافتر یا شادکام از دریاچه‌های آب شیرین استان فارس در حوزه آبریز رودخانه شادکام و در مسیر همین رودخانه در نواحی خنجشت در ۱۸۰ کیلومتری شمال شیراز در شهرستان اقلید است. حوضه آبریز دریاچه کافتر در حد فاصل ۲۸ و ۳۰ تا ۱۵ ۳۱ عرض شمالی و ۵۳ ۵۱ تا ۵۶ ۵۲ طول شرقی قرار گرفته‌است.
این دریاچه از اهمیت به سزایی در سیستم طبیعی حوضه به لحاظ حفظ منبعی برای جذب پرندگان مهاجر و پرورش ماهی به‌شمار می‌رود. کافتر اولین ایستگاه پرندگان مهاجر در استان به‌شمار می‌رود. این دریاچه حدود ۲۵ میلیون متر مکعب حجم دارد. حداکثر عرض دریاچه ۵/۴ کیلومتر می‌باشد. عمیق‌ترین قسمت دریاچه دارای عمق ۵٫۳ متر در وضعیت پرآبی می‌باشد.

## خشکی
در پانزده سال گذشته به دلیل استفاده بی‌رویه آب و همچنین توسعه کشاورزی در بالادست خسارات جبران‌ناپذیری به کافتر وارد شد. خشکسالی‌های چند سال اخیر نیز مزدی بر علت شد و باعث خشکی ۱۰۰ درصد دریاچه شده‌است.
هرچند خشکسالی در این سال‌ها تأثیر زیادی بر خشک شدن تالاب‌ها داشته‌است، عدم برنامه‌ریزی برای آب بالادست تالاب‌ها و دریاچه‌ها، چشمه و رودخانه‌ها و ساختن سد، بسیاری از تالاب‌های کشور را کاملاً خشک کرده و این عامل در دریاچه کافتر محرز و مبرزتر است. برای حل معضل دریاچه و بازگرداندن حیات به آن، نظر کارشناسان و مسئولین مربوطه این است که باید با مدیریت مصرف آب در حوزه کشاورزی نسبت به احیای دریاچه اقدام کرد. در غیر این صورت در آینده‌ای نزدیک، استان فارس با خطرات زیادی از جمله ورود کویر روبه‌رو خواهد شد. حفظ حریم دریاچه از مهم‌ترین اولویت‌ها در زمان خشکسالی است.
در سال ۱۳۸۷/۲۰۰۸ در پی خشکسالی و خشک شدن ۸۰ درصد دریاچه حدود ۲ هزار قطعه ماهی در این دریاچه تلف شدند.
گفته می‌شود «تا قبل از خشکسالی سالانه حدود یک هزار تن ماهی کپور از دریاچه صید می‌شد و تا حدود دو سال پیش نیز صید ماهی در این دریاچه به ۷۰۰ تا ۸۰۰ تن در سال نیز رسید.»

## زندگی جانوری

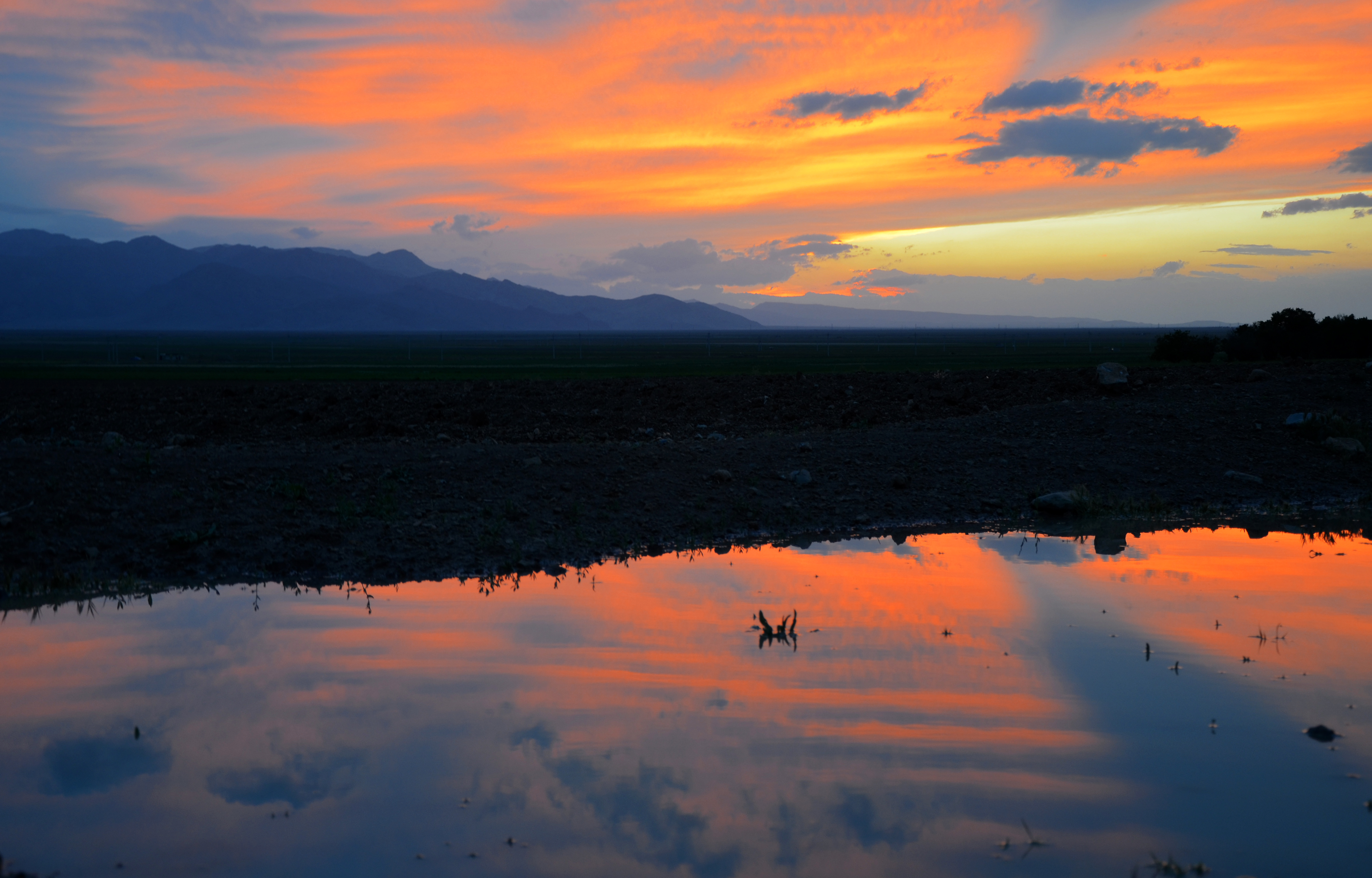
دریاچهٔ کافتر در سال ۱۳۹۴ پس از بارش‌های بهاری

کافتر در زمان پرآبی یک بانک زیستی از مجموعه متنوع گونه‌های جانوری و زیستگاه طبیعی پرندگان مهاجر و محل پرورش ماهی‌های کپور و آمور بود. وجود چشمه‌سارها و قنوات متعدد علاوه بر ایجاد مناظر زیبا و دیدنی زمینه مساعدی برای پرورش ماهی قزل‌آلا فراهم نموده و هر سال میزبان بسیاری پرندگان همچون تنجه، چنگر معمولی فلامینگو، اردک سرحنایی، خوتکا، اردک سرسبز، غاز خاکستری، عقاب دم سفید، مرغ سقای خاکستری، اردک سرسفید، کفچه نوک، حواصیل‌ها، باکلان و کشیمیان و انواع پرندگان کنار آبزی بود.
علاوه بر پرندگان آبزی، پرندگان کنار آبزی زیادی مثل درنا، کبک، تیهو، عقاب طلایی، شاه باز، دلیجه، جی جاق و کمرکولی زنبور خور کوچک و سبز قبای هندی و ۴۹ گونه پستاندار از جمله پلنگ، قوچ و میش، گربه جنگلی، روباه معمولی و گرگ در کنار زندگی می‌کردند؛ بنابراین، تالاب کافتر، هر چند در لیست تالاب‌های بین‌المللی نبود اما دست کمی از تالاب‌های بین‌المللی نداشت.

## نگارخانه

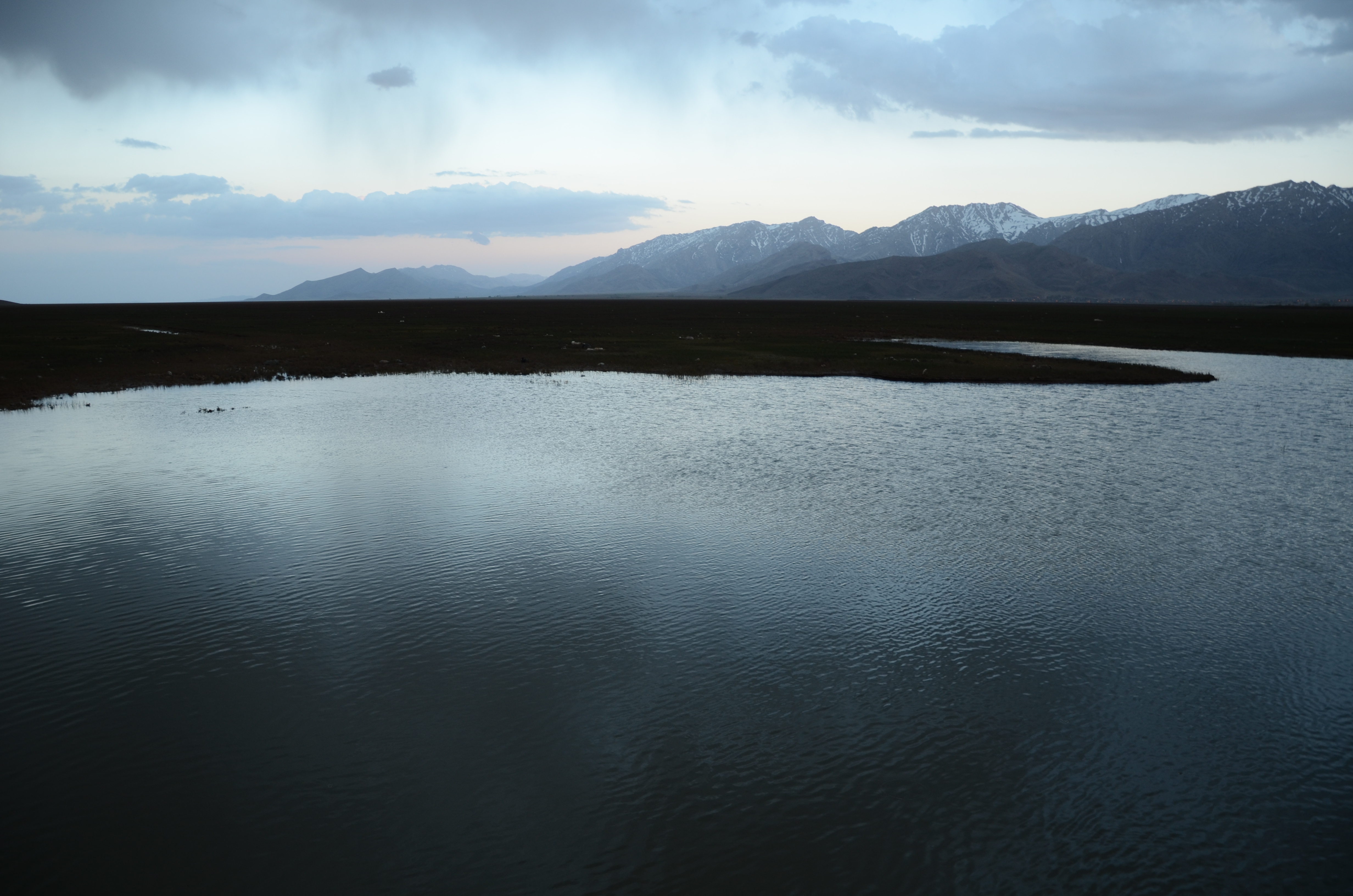
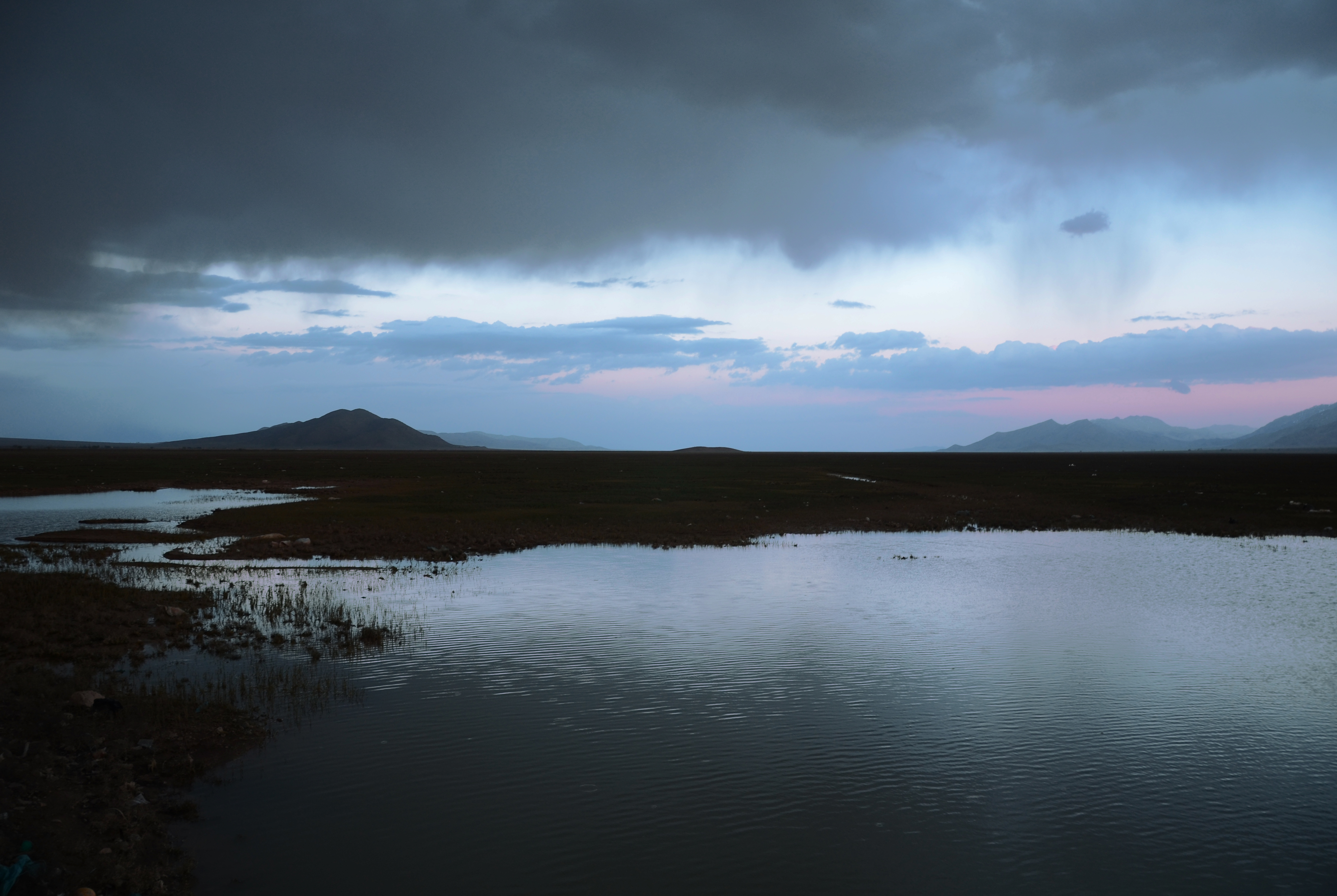
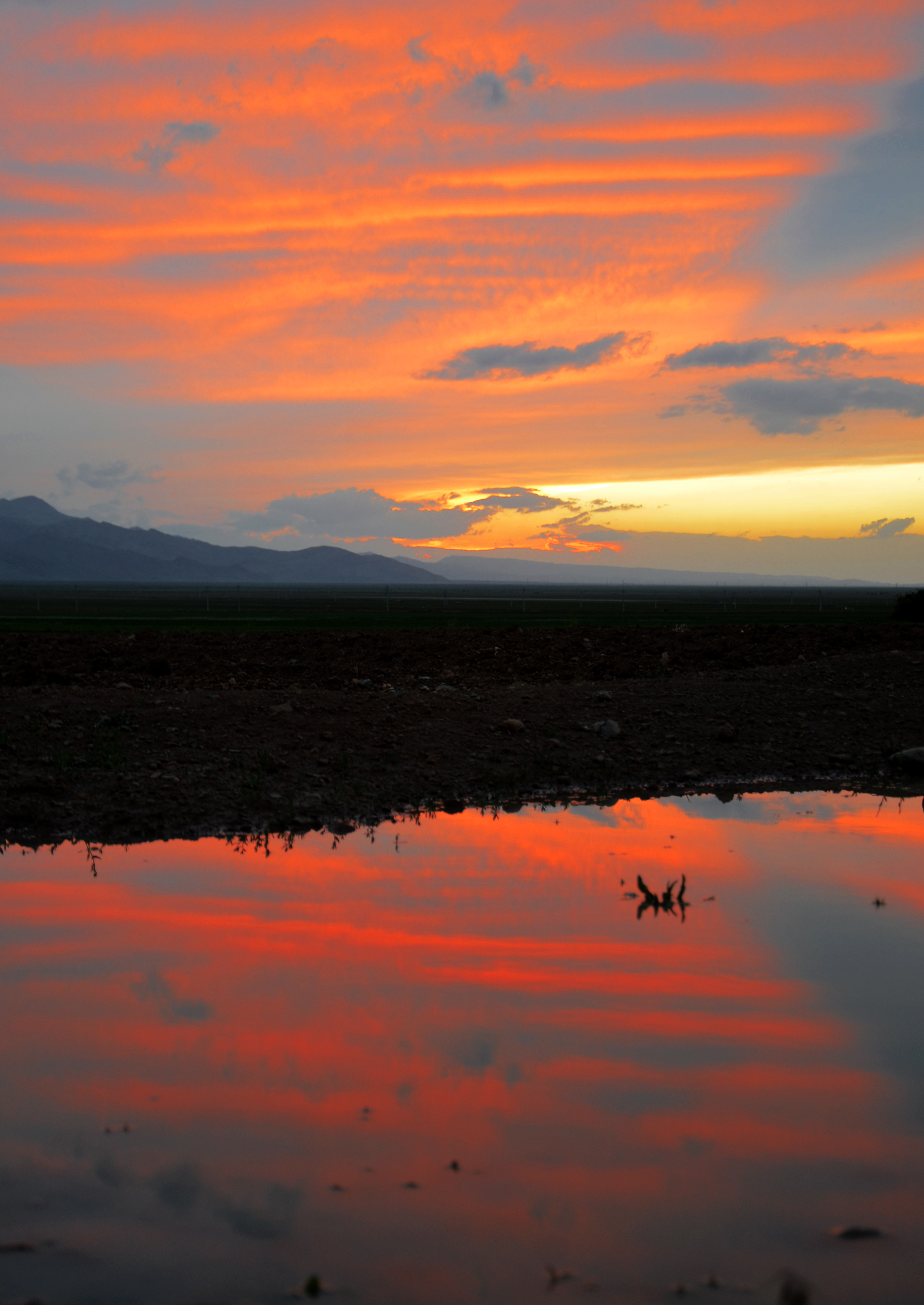
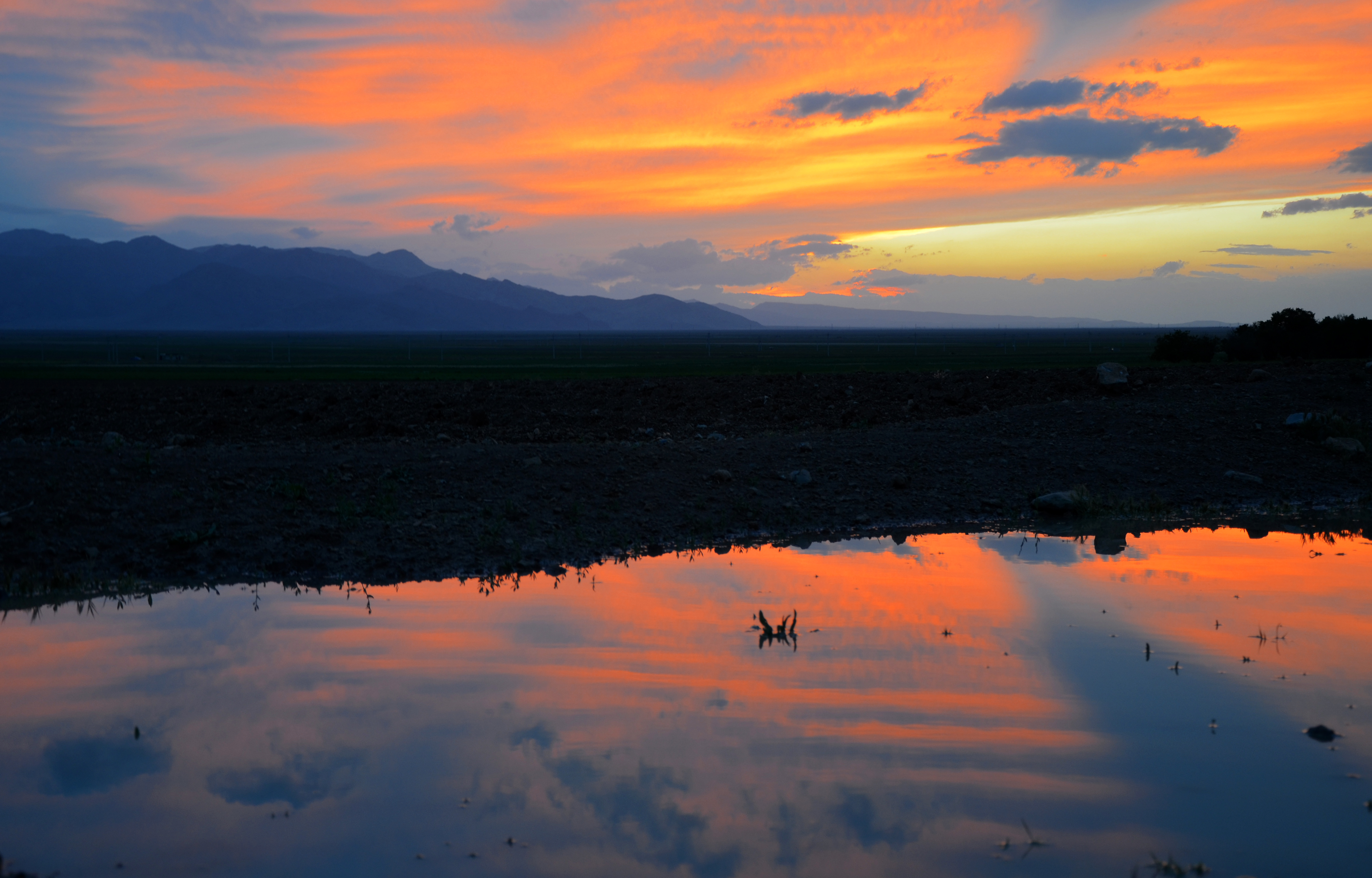